# Vale do Salinas

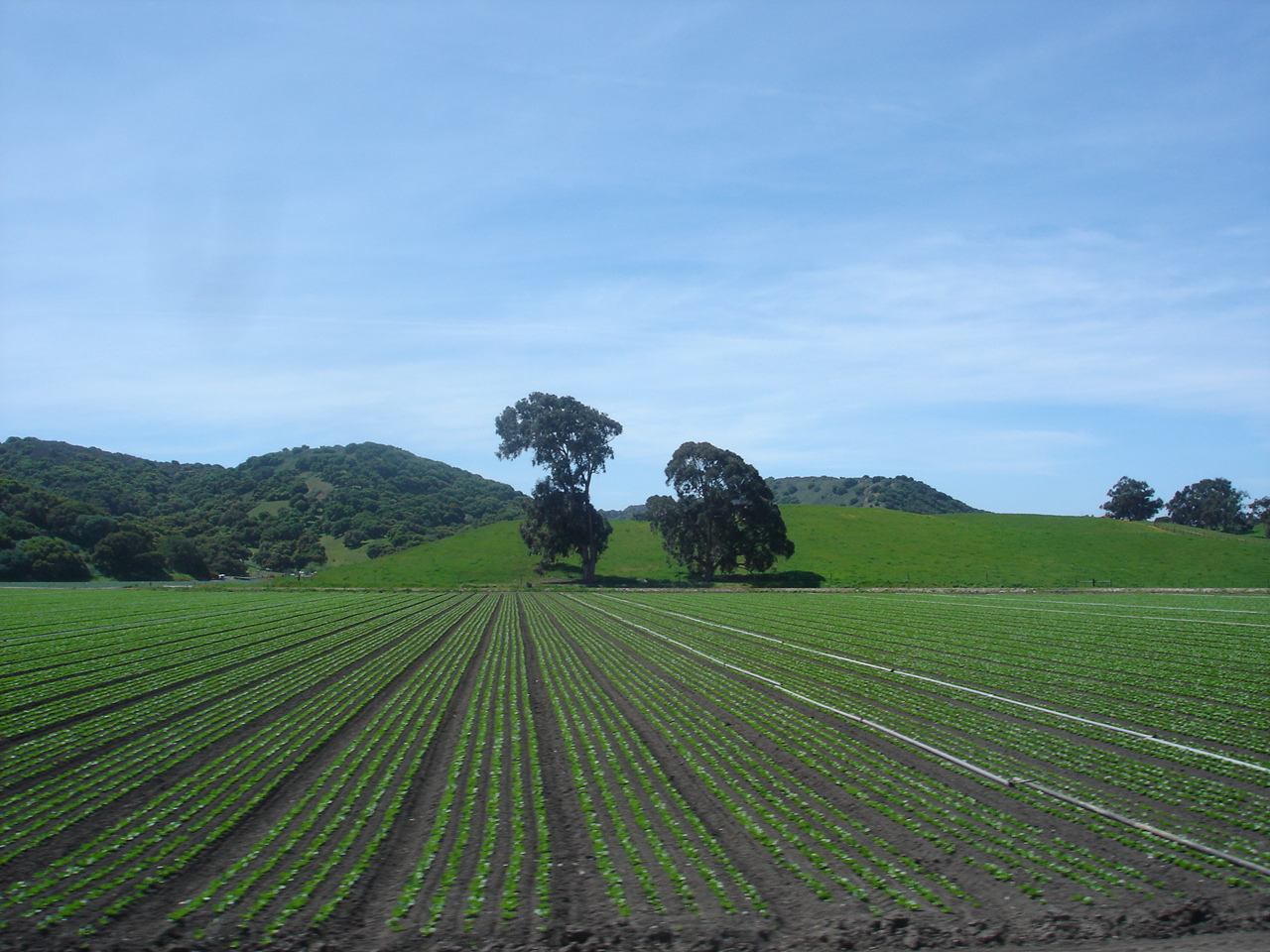
Vale do Salinas, no River Road perto de Marina, Califórnia

O Vale do Salinas (em inglês:  Salinas Valley) se estende ao longo do Rio Salinas entre as montanhas Gabilan e a parte sul das Montanhas Diablo, no Condado de Monterey na Costa central da Califórnia, na  Califórnia, Estados Unidos.

## Geografia
O Vale do Salinas tem aproximadamente 90 milhas (145 km) e vai da cidade de Salinas a King City. O nome Salinas deriva da formação geológica chamada Salinian Block. Cidades e áreas habitadas no Vale do Salinas incluem Bradley, Castroville, Chualar, Gonzales, Greenfield, Jolon, King City, Lockwood, Salinas, San Ardo, San Lucas, Soledad e Spreckels.